# Burgos

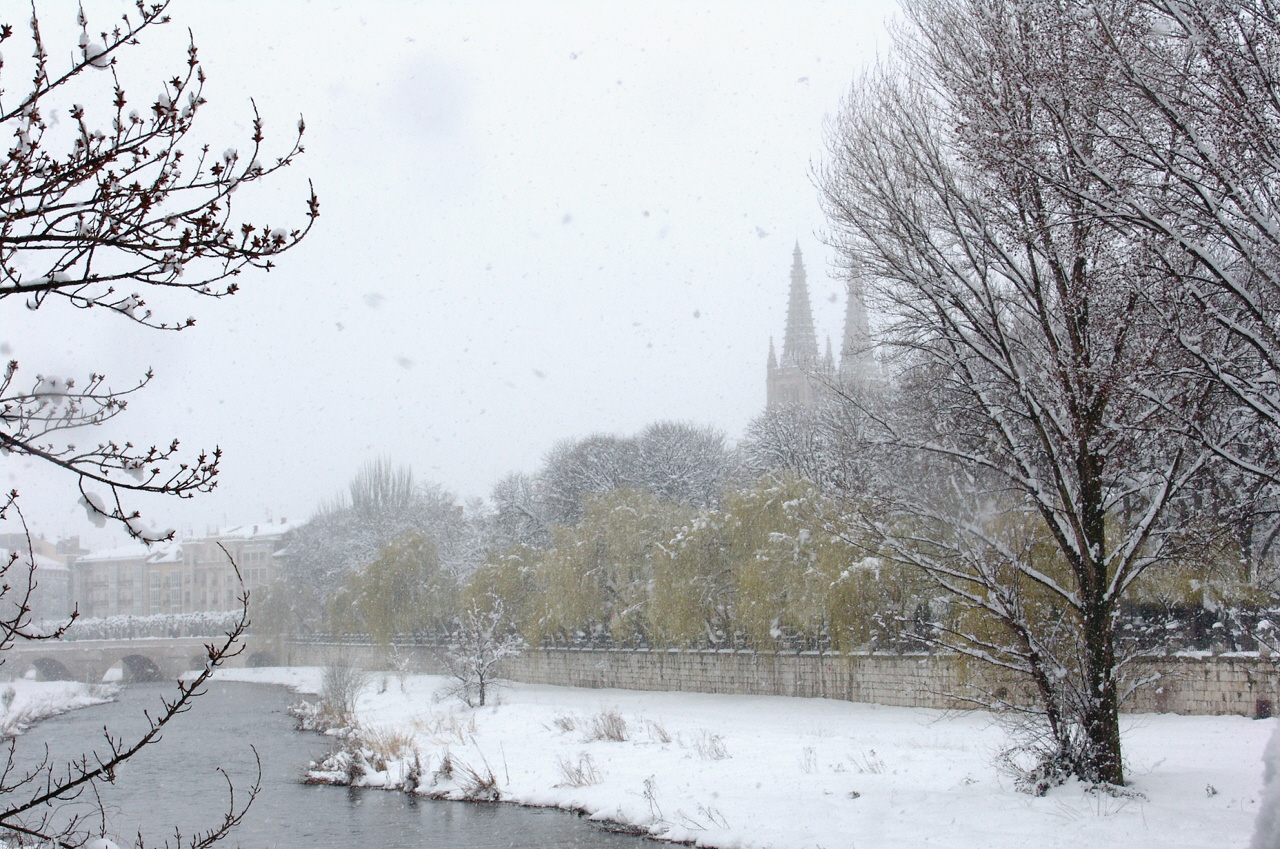
Rio Arlanzon em Burgos, com a catedral ao fundo

Burgos é um município da Espanha na província de Burgos, comunidade autónoma de Castela e Leão. Tem 108 km² de área e em 2021 tinha 174 051 habitantes (densidade: 1 611,6 hab./km²).

## Geografia
A cidade de Burgos está localizado no centro da província de Burgos, 244 km de Madrid na Comunidade Autónoma de Castela e Leão (Espanha). As coordenadas da cidade são latitude 42º 21' N, longitude 3º 42' O, tem uma área de 107,08 km² e está localizado 856 m acima do nível do mar, de acordo com o Instituto Nacional de Geografia. Graças à sua localização, Burgos tem prosperado economicamente e, muitas vezes, transporte nacional de ligações (País Basco, Madrid, Barcelona, Vigo) e internacionais (França-Espanha e Portugal-França).

## Clima
O clima é mediterrânico continental com influências mediterrânicas de precipitação. A Primavera é a estação mais chuvosa, enquanto o verão é suave e menos úmido do que no Mediterrâneo. O inverno é frio e pode nevar abundantemente, por vezes até na Primavera, com temperaturas mínimas que, ocasionalmente, chegam aos -10 °C.

## História
Fundada como fortaleza em 884, foi elevada à categoria de sede episcopal em 1029. Durante os séculos XV e XVI foi um lugar de importantes feiras. Burgos foi sede do governo de Franco e rica em arte gótica, destacando-se as igrejas de Santa Gadea (século XII), Santo Estêvão (século XIII) e S. Gil (século XIII–XIV), o Hospital del Rey, o Solar del Cid, os conventos das Carmelitas e Agostinhas, e, sobretudo, a Catedral de Burgos. A sua construção foi iniciada em 1221, inspirada no modelo francês de Reims. Há uma saliência no seu interior o altar-mor (1593), o coro e a Escada Dourada (renascentista).
Foi a capital de facto da porção nacionalista rebelde da Espanha durante a Guerra Civil Espanhola, entre 1936 e 1939, sendo a sede do governo de Francisco Franco durante esse período. Madrid, sob controle republicano mas cercada em três direções, deixou de ser a capital da porção republicana da Espanha em novembro de 1936, com Valência, ao sul, servindo como a sede do governo da Segunda República Espanhola até o fim da guerra.

## Demografia
| Variação demográfica do município entre 1991 e 2004 | Variação demográfica do município entre 1991 e 2004 | Variação demográfica do município entre 1991 e 2004 | Variação demográfica do município entre 1991 e 2004 |
| --------------------------------------------------- | --------------------------------------------------- | --------------------------------------------------- | --------------------------------------------------- |
| 1991                                                | 1996                                                | 2001                                                | 2004                                                |
| 160 278                                             | 163 156                                             | 166 187                                             | 169 682                                             |